# Charles Gore (évêque)
Pour les articles homonymes, voir Charles Gore.
Charles Gore est un prélat de l'Église d'Angleterre né le 22 janvier 1853 et mort le 17 janvier 1932.
Arrière petit-fils d'Arthur Gore, 2e comte d'Arran, il est le frère du tennisman Spencer Gore et l'oncle de l'artiste Spencer Frederick Gore.
Il compte parmi les plus importants théologiens anglicans de la deuxième moitié du XIXe siècle. Ordonné prêtre en 1878, il est successivement évêque de Worcester de 1902 à 1905, évêque de Birmingham de 1905 à 1911 et enfin évêque d'Oxford de 1911 à 1919, date à laquelle il démissionne.